# ریورساید، اوماتیلا کانتی، اورگن
ریورساید (به انگلیسی: Riverside) یک منطقهٔ مسکونی در ایالات متحده آمریکا است که در شهرستان اوماتیلا، اورگن واقع شده‌است. ریورساید ۱٫۶ کیلومتر مربع مساحت و ۱۸۹ نفر جمعیت دارد.